# Злочин
Злочин или криминал је чин којим се крши кривични закон. Реч је о појединачном понашању, било да оно подразумева чињење или нечињење које је у супротности са кривичним законом. Укупност свих злочина извршених у одређеном времену на једној територији назива се криминалитет. Распрострањеност криминала мери се стопом криминала (бројем извршених дела на 100 000 грађана). Криминал стално добија нове форме. Крајем 20. века почео је снажно да се развија криминал уз употребу рачунара, познат и као сајберкриминал.
Криминал је назив којим се описују све делатности којима се крше политичке и моралне норме неког друштва, поготово када је реч о нормама иза којих стоји законска санкција државе. Починитељи криминалних радњих се називају криминалцима. Термин „криминал” нема, у модерном казненом праву, једноставну и универзално прихваћену дефиницију, мада су статуторне дефиниције доступне за поједине специфичне сврхе. Најпопуларније гледиште је да је криминал категорија формирана законом; другим речима, нешто је криминал ако је декларисано као такво релевантним и применљиним законом. Једна од предложених дефиниција је да је криминал или преступ (или криминални преступ) чин који је штетан не само за особу или особе, него и за заједницу, друштво или државу („јавни преступ”). Такви чинови су забрањени и кажњиви законом.
Схватање да су чинови попут убиства, силовања и крађе забрањени постоји широм света. Шта прецизно сачињава криминални прекршај је дефинисано казненим правом дате земље. Док многе земље имају каталог криминала звани кривични закон, у некима са само општим правом не постоје такви свеобухватни статути.
Борба против криминала је један од главних задатака државног апарата, а она се спроводи кроз његово спријечавање за које је најчешће задужена полиција, односно кажњавање починитеља које спроводи правосуђе. Наука која се бави проучавањем криминала се назива криминологија, док се наука која проучава методе борбе против криминала назива криминалистика. Свеукупност криминалних радњи на неком подручју се назива криминалитет.

## Дефиниција
Тачна дефиниција злочина је филозофско питање без усаглашеног одговора. Области као што су право, политика, социологија и психологија дефинишу злочин на различите начине. Злочини се могу различито сматрати неправдама против појединаца, против заједнице или против државе. Криминалност радње зависи од њеног контекста; акти насиља ће се сматрати злочинима у многим околностима, али као дозвољеним или пожељним у другим. Злочин се историјски посматрао као манифестација зла, али је то замениле модерне криминалне теорије.

### Легализам
Правне и политичке дефиниције злочина сматрају радње које су забрањене од стране власти или кажњиве законом. Кривично дело је дефинисано кривичним законом одређене јурисдикције, укључујући све радње које су предмет кривичног поступка. Не постоји ограничење за оно што се може сматрати злочином у правном систему, тако да можда не постоји обједињујући принцип који се користи да би се утврдило да ли нека радња треба бити означена као злочин. Из правне перспективе, злочини су генерално погрешне радње које су довољно тешке да оправдају казну која нарушава слободе починиоца.

## Врсте криминала
- сајбер криминал (ен: cybercrime), криминал почињен уз помоћ компјутера и интернета, са циљем да се украде лични идентитет неке особе, или прода прокријумчарена роба, или да се прикраде жртвама, или да поремети нечији рад уз помоћ штетних програма
- деликти попут убиства или паљевине
- отмице, насилно узимање неке особе, заробљавање и одвођење силом
- киднаповање, незаконити акт заробљавања и одвођења особе, противно вољи те особе, и њено држање у лажном заробљеништву
- рекетирање (ен: рацкетееринг), учествовање у рекетирању, које је несавесна и непоштена пракса, посебно када укључује придобијање новца кроз превару или изнуђивање[21][21]
- подмићивање је пракса нуђења нечег, обично новца, особи, у циљу добијања недозвољене предности
- крађа, пљачка, отимачина, лоповлук, је узимање нечега, од некога, на незаконит начин
- кршење поверења, је крађа након што је неко добио поверење од другог, па затим извршио незаконито дело
- проневера; незаконито узимање средстава или имовине које су поверене на чување појединцу, али у ствари припадају неком другом
- препад, упад; покушај од стране шпекуланата да преваре инвеститора
- харање, пљачкање бродова
- ситне крађе
- крађе у продаваоницама
- пљачкање радњи и банака уз застрашивање и насиље
- оружана пљачка
- гусарење (ен: hijacking); пљачкање путника, возила у пролазу
- пљачкање на путевима
- пиратство на мору; преузимање контроле над бродовима
- биопиратство; крађа биолошког материјала, незаконито прикупљање аутохтоних биљака од корпорација које их патентирају за сопствену употребу
- прикривање прихода у циљу неплаћања пореза
- крађа оваца и крава
- уцена; изнуђивање новца од стране лопова који желе објавити, обелоданити, одати, открити информације које могу дискредитирати особу која је жртва уцене и тиме довести до губитка угледа, и губљења поверења у њу
- плаћање данка за лажну заштиту
- провалништво; незаконити улазака на посед у циљу чињења незаконитих дела попут крађе, силовања и сл.
- инвазија на дом; провала у стамбену јединицу у времену када су станари присутни
- кривотворење, фалсификат; прављење или измјена предмета са намером преваре
- кривотворење новца
- обмана, превара, злоупотреба; намерна варка која има за резултат повређивање друге особе
- крађа идентитета; прикупљање личних података особе, њених бројева социјалног осигурања, кредитних картица, пасоша, без знања жртве и криминално кориштење података. Потребан је нарочит опрез код давања поверљивих података другом. Познати су случајеви када су појединци неопрезно давали своје податке особма које су се лажно представљале у телефонским позивима, а ови су им одавали своје личне податке.
- преваре уз помоћ писама
- преваре на изборима; су лажна представљања или мењања резултата избора
- пресумирана кривња, сматрање да је неко крив само због околности догађаја
- прикривање нечијих права и фер шансе да их представи на суђењу
- подмуклост, химбеност, лукавост; прикривање нечега или лажно приказивање са злобном намјером да се оштети другог
- превара која проистиче из нпр. навођења некога да потпише лажан уговор
- кориштење лажних докумената
- лажна пословна „пирамида”
- шибицарење
- сакаћење, тешко озлеђивање
- кршење реда и мира
- лажно претендовање на власништво, лажно представљање и добијање власништва као резултат тога
- јавна нагост, голотиња; непристојно и напасно излагање тела на јавном месту
- лажно сведочење
- побуна, завођење у циљу свргавања власти
- напад, са циљем наношења повреда
- опирање хапшењу
- хулиганство
- сексуални напади, сексуално злостављање, сексуални криминал
- злостављање
- силовање
- силовање малолетница
- силовање од стране починиоца познатог жртви (нпр. на договореном састанку)
- проституција
- ратни злочин

## Казнено дело
Казнено дело је такво понашање човека којим се повређују вредности које представљују темеље друштва, без којих друштво не би могло опстати или би била угрожена његова сигурност (тзв. нарочито вредна правна добра).

### Материјални појам казненог дела
За материјални појам казненог дела потребан је и одређени квалитет људске радње. Неке вредности штите се претњом казне од свих врста напада, али код многих то није потребно ако се њихова заштита постиже у довољној мери у другим гранама права. Казна као одговор за казнено дело најтежа је санкција коју право познаје и зато се сме примењивати само ако се заштита правног добра не може постићи на други, блажи начин.
Казнена дела прописана су казненим законом.

### Формални појам казненог дела
Формални појам казненог дела обухвата правне претпоставке кажњивости које су својствене свим казненим делима. Да би неко казнено дело било кажњиво није довољно да се њиме остваре сва обележја неког казненог дела садржана у опису тог казненог дела у посебном делу казненог законодавства, него се морају испунити и одређене претпоставке предвиђене у општем делу казненог законодавства (нпр. казнено дело убиства не постоји ако је особа усмрћена у случају нужне обране).
Обележја казненог дела којима се одређује казнено дело у формалном смислу:
1. радња (људско понашање, тј. посљедица проузрокована људском радњом);
2. бит казненог дела (предвиђеност дела у закону);
3. противправност;
4. кривица;
5. посебне претпоставке кажњивости;

### Злочинац
Постоје различита схватања речи злочинац. Најчешће се злочинцима називају починиоци најтежих кривичних дела. Осим тога, појам злочинац се понекад користи у истом значењу као појам криминалац.

### Жртва злочина
Жртва злочина је особа, организација или правни поредак који су угрожени, повређени или уништени кривичним делом.

## Рефереренце
1. 1 2  Игњатовић, Ђорђе. 1998. Криминологија, Београд: Номос
2. 1 2 3 4  „Crime”. Oxford English Dictionary Second Edition on CD-ROM. Oxford: Oxford University Press. 2009.
3. ↑  Ernest Klein, Klein's Comprehensive Etymological Dictionary of the English Language
4. ↑  Farmer, Lindsay (2000). „Reconstructing the English Codification Debate: The Criminal Law Commissioners, 1833—45”. Law and History Review. 18 (2): 397—425. JSTOR 744300. doi:10.2307/744300.
5. ↑  Fletcher, George P. (1998). Basic Concepts of Criminal Law. Oxford University Press. ISBN 0-19-512170-8.
6. ↑  Fletcher, George P. (2000). Rethinking Criminal Law. Oxford University Press. ISBN 0-19-513695-0.
7. ↑  Gorr, Michael; Sterling Harwood (1992). Controversies in Criminal Law. Westview Press.
8. 1 2  Farmer, Lindsay: „Crime, definitions of”, in Cane and Conoghan (editors), The New Oxford Companion to Law. Oxford University Press. 2008. ISBN 978-0-19-929054-3., 2008 , page 263 Cane, Peter; Conaghan, Joanne (2008). The New Oxford Companion to Law. Oxford University Press. ISBN 978-0-19-929054-3.).
9. ↑  Elizabeth A. Martin (2003). Oxford Dictionary of Law (7 изд.). Oxford: Oxford University Press. ISBN 0-19-860756-3.
10. ↑  Easton, Mark (17. 6. 2010). „What is crime?”. BBC News. Приступљено 10. 6. 2013.
11. ↑  Bakaoukas, Michael. „The conceptualisation of 'Crime' in Classical Greek Antiquity: From the ancient Greek 'crime' (krima) as an intellectual error to the christian 'crime' (crimen) as a moral sin.” ERCES (European and International research group on crime, Social Philosophy and Ethics). 2005. „Ercesoqr”. Архивирано из оригинала 28. 09. 2011. г.
12. ↑  Glanville Williams, Learning the Law, Eleventh Edition, Stevens, 1982, page 3
13. ↑  Chapter 1 of „Smith and Hogan's Criminal Law” (13th Ed by Ormerod) discusses the various proposed definitions of „crime” in more detail.
14. ↑  Fattah 1997, стр. 30–37.
15. ↑  Ashworth & Horder 2013, стр. 2–3.
16. ↑  Fattah 1997, стр. 49.
17. ↑  Sumner 2004, стр. 5.
18. ↑  Fattah 1997, стр. 31–35.
19. ↑  Lamond, G. (2007-01-01). „What is a Crime?”. Oxford Journal of Legal Studies (на језику: енглески). 27 (4): 609—632. ISSN 0143-6503. doi:10.1093/ojls/gqm018.
20. ↑  Ashworth & Horder 2013, стр. 1–2.
21. 1 2  David Witwer, „'The Most Racketeer-Ridden Union in America': The Problem of Corruption in the Teamsters Union During the s”, in. Emmanuel Kreike and William Chester Jordan, ур. (1930). Corrupt Histories. University of Rochester Press. ISBN 1-58046-173-5.. 2004.